# District municipal d'Ho
Pour les articles homonymes, voir Ho.
Le district municipal d'Ho (Ho Municipal District, en anglais) est l’un des 18 districts de la Région de la Volta au Ghana.

## Villes et villages du district
| - Abutia-Kloe - Abutia-Teti - Amedzofe - Anyirawase - Asanti-Kpoeta | - Atikpui - Dededo - Dzolo-Gbogame - Ho - Klefe Achatime | - Shia - Sokode Gbogame - Takla Gbogame - Tsibu - Ziavi-Dzogbe |

## Sources
- (en) Site de Ghanadistricts